# Сандерсон, Брендон
Брендон Сандерсон (англ. Brandon Sanderson, 19 декабря 1975 года) — американский писатель, пишущий в жанре фэнтези. Прежде всего известен своими книгами о «Космере», к которому относится значительная часть его книг, в первую очередь серии «Рождённый Туманом» и «Архив Буресвета», и своей работой над окончанием фэнтезийного цикла Роберта Джордана «Колесо Времени».

## Биография
Брендон Сандерсон родился в декабре 1975 года в городе Линкольн (штат Небраска). Позже он переселился в Прово (штат Юта), где окончил Университет Бригема Янга. В 2000 году он получил степень бакалавра искусств по специальности «Английская словесность», а в 2005 году — степень магистра искусств по специальности «творческое письмо». В настоящее время Сандерсон является преподавателем на факультете английского языка в этом же университете. По вероисповеданию он член Церкви Иисуса Христа Святых последних дней. Брендон с 7 июля 2006 года женат на Эмили Бушман, у них трое детей.

## Литературное творчество

### Раннее творчество
Писать Брендон начал с очень раннего возраста, так, уже в пятнадцать лет он работал над романом, где события происходят в мире цикла «Архив Буресвета» (англ. The Stormlight Archive) под названием Рошар. В 1997 году, в возрасте двадцати одного года, Брендон решил стать профессиональным писателем. К 2003 году он написал 12 неопубликованных романов. Тем не менее дебютный роман писателя под названием «Элантрис» (англ. Elantris) был опубликован Tor books в мае 2005 года. 2006 году вышел следующий роман писателя «Пепел и сталь» (англ. The Final Empire), начинающий трилогию «Рождённый туманом» (англ. Mistborn). Второй том цикла — «Источник вознесения» (англ. The Well of Ascension) — вышел в 2007 году, а в начале следующего года вышла заключительная часть трилогии — «Герой веков» (англ. The Hero of Ages).

### Колесо Времени
После смерти Роберта Джордана в сентябре 2007 года Брендон был выбран вдовой Джордана для завершения знаменитого цикла автора в жанре эпического фэнтези «Колесо Времени» (англ. The Wheel of Time). В ходе работы над черновиками Брендон объявил, что книга получится слишком объемной и решил разбить её на три части, которые будут опубликованы по отдельности. Первая часть вышла в 2009 года под названием «The Gathering Storm». Вторая — 2 ноября 2010 года под названием «Towers of Midnight». Третья — «A Memory of Light» вышла 8 января 2013 года. В 2014 году последняя часть номинировалась на премию «Хьюго» в номинации «Лучший роман», войдя в пятёрку лучших.

### Архив Буресвета
В 2010 году был опубликован один из важнейших романов автора «Путь Королей» (англ. The Way of Kings), который дал основу для новой, масштабной эпопеи «Архив Буресвета», в которой планируется десять томов. Вторая часть цикла под названием «Слова Сияния» (англ. The Words of Radiance) была выпущена 4 марта 2014 года. За «Путь Королей» и «Слова Сияния» Брендон был удостоен немалым числом наград, в том числе престижную премию Дэвида Геммела, присуждаемую за произведения, написанные в жанре фэнтези, — за лучший роман, в 2011 и 2015 годах соответственно. Третья книга — «Давший клятву» (англ. Oathbringer) — вышла 14 ноября 2017 года. «Ритм Войны» (англ. Rhythm of War), четвёртая книга в цикле, вышла 17 ноября 2020 года. Помимо романов во вселенной «Архив Буресвета» также выпущены две новеллы: «Гранетанцор» (англ. Edgedancer) и «Осколок Зари» (англ. Dawnshard).
По окончании первого пятикнижия «Архива Буресвета» автор планирует сделать перерыв в работе над циклом в несколько лет. Основные персонажи первого пятикнижия (Каладин, Далинар, Шаллан и прочие) во втором пятикнижии (при условии, что они доживут до него) будут появляться в интерлюдиях, или в качестве второстепенных персонажей. Главные роли возьмут на себя персонажи, появляющиеся сейчас лишь эпизодически. 4-я часть «Архива Буресвета» будет «книгой Эшонай/Венли». Флэшбэки из жизни Сзета написаны, и изначально планировалось включить их в третью или четвертую книгу, но, по факту, они переехали в пятую часть. Сандерсон предполагает, что 6-я книга будет «книгой Ренарина». Также известно, что во втором пятикнижии будет «книга Крадуньи».
По окончании «Архива буресвета-10» автор планирует выпустить трилогию-предысторию всей вселенной Космер, где главным действующим лицом будет Шут/Хойд. Будет рассказана история появления 16 осколков, владельцы которых наделены по сути божественной силой (Честь, Вражда, Разрушитель, Охранитель и т. д.). Первый роман трилогии имеет рабочее название Dragonsteel и написан ещё в 1999 году, но автор будет вносить значительные изменения при выпуске книги в будущем. По окончании данной трилогии, а также всех остальных серий, связанных с Космером (третья и четвёртая эры мира «Рождённых туманом», «Элантрис-2», «Убийца войн»-2 и т. д.), планируется выпустить заключительную трилогию-кроссовер по вселенной Космер.

### Двурождённые и Секретные проекты
В 2011 году вышла очередная книга автора — «Сплав Закона» (англ. The Alloy of Law), относящаяся к циклу «Рождённый туманом», где события происходят через несколько столетий в том же, но уже в более развитом мире. Книга стала номинантом премии «Дэвида Геммела» за лучший роман. В 2015 году вышло продолжение книги под названием «Тени Истины» (англ. Shadows of Self), продолжающая историю о Ваксе и Уэйн, начатую в «Сплаве Закона». Третья часть — «Браслеты Скорби» (англ. The Bands of Mourning) — вышла 26 января 2016 года. Данная работа в очередной раз стала номинантом премии «Дэвида Геммела» за лучший роман. Заключительная книга серии — «Утраченный металл» (англ. The Lost Metal) — вышла 15 ноября 2022 года. В русскоязычных изданиях книги получили заголовок «Двурождённые», чтобы не было путаницы с оригинальной трилогией «Рождённый туманом».
В марте 2022 года Сандерсон объявил о том, что за время пандемии COVID-19 он тайно написал четыре ранее не запланированных романа. Действия книг «Локон с Изумрудного моря» (англ. Tress of the Emerald Sea), Yumi and the Nightmare Painter и The Sunlit Man  происходят во вселенной Космер. Роман «Вы - чародей: Пособие по выживанию в средневековой Англии» (англ. The Frugal Wizard’s Handbook for Surviving Medieval England) является отдельным произведением, не входящим в существующие серии Сандерсона. Для финансирования этих книг Сандерсон запустил краудфандинговую компанию на сайте Kickstarter, собрав 15 млн долларов за первый её день.

### Космер
«Космер» — вымышленная вселенная, в которой действуют общие магические законы, а некоторые персонажи путешествуют между мирами, прыгая из одной книги в другую.
- Трилогия «Elantris» / «Элантрис»
  - «Elantris» / «Элантрис», 2005
  - «The Hope of Elantris» / «Надежда Элантриса», 2006 (рассказ)
  - «The Emperor's Soul» / «Душа императора», 2012 (повесть)
- Цикл «Mistborn» / «Рожденный туманом»
  - Первая эра
    - «Mistborn: The Final Empire» / «Пепел и сталь», 2006
    - «The Well of Ascension» / «Источник вознесения», 2007
    - «The Hero of Ages» / «Герой Веков», 2008

  - Вторая Эра («Двурожденные»)
    - «The Alloy of Law» / «Сплав закона», 2011
    - «Shadows of Self» / «Тени истины», 2015
    - «The Bands of Mourning» / «Браслеты скорби», 2016
    - «The Lost Metal» / «Утраченный металл», 2022

  - «The Eleventh Metal» / «Одиннадцатый металл», 2011 (рассказ)
  - «Allomancer Jak and the Pits of Eltania» / «Алломант Джек и ямы Эльтании», 2014 (рассказ)
  - «Mistborn: Secret History» / «Тайная история», 2016 (повесть)
- «Warbreaker» / «Убийца войн», 2009
- Цикл «The Stormlight Archive» / «Архив Буресвета»
  - Основная серия
    - «The Way of Kings» / «Путь королей», 2010
    - «Words of Radiance» / «Слова сияния», 2014
    - «Oathbringer» / «Давший клятву», 2017
    - «Rhythm of War» / «Ритм войны», 2020
    - «Wind and Truth» / «Ветер и истина», 2024

  - «Edgedancer» / «Гранетанцор», 2016 (повесть)
  - «Dawnshard» / «Осколок Зари», 2020 (повесть)
- «Shadows for Silence in the Forests of Hell» / «Тени Тишины в Лесах Ада», 2013 (повесть)
- «Sixth of the Dusk» / «Шестой из сумрака», 2014 (повесть)
- Цикл графических романов «White Sand» / «Белый песок»
  - «White Sand Volume 1» / «Белый песок Том 1», 2016
  - «White Sand Volume 2» / «Белый песок Том 2», 2018
  - «White Sand Volume 3» / «Белый песок Том 3», 2019
- «Tress of the Emerald Sea» / «Локон с Изумрудного моря», 2023
- «Yumi and the Nightmare Painter» / «Юми и укротитель кошмаров», 2023
- «The Sunlit Man» / «Озарённый Солнцем», 2023

### Алькатрас
- «Alcatraz Versus the Evil Librarians» / «Алькатрас и Пески Рашида», 2007
- «Alcatraz Versus the Scrivener's Bones» / «Алькатрас и Кости нотариуса», 2008
- «Alcatraz Versus the Knights of Crystallia» / «Алькатрас против рыцарей Кристалии», 2009
- «Alcatraz Versus the Shattered Lens» / «Алькатрас и Разбитая Линза», 2010
- «Alcatraz Versus the Dark Talent» / «Алькатрас и Темный Талант», 2016
- «Bastille Versus the Evil Librarians» / «Алькатрас против злых библиотекарей», 2022

### Мстители / История Реконеров
- «Steelheart» / «Стальное сердце», 2013
- «Mitosis» / «Митоз», 2013 (повесть)
- «Firefight» / «Огненный мститель», 2015
- «Calamity» / «Звезда Напасть», 2016
- «Snapshot» / «Стоп-кадр», 2017 (повесть)
- «Lux», / «Люкс», 2020 (книга написана в соавторстве со Стивеном Майклом Болсом)

### Легион
- Легион (2012).
- Легион: на поверхности (2014).
- Ложь в глазах смотрящего (2018).

Повести вышли на русском языке в 2020 году в составе сборника «Легион. Стивен Лидс и множество его жизней»

### Колесо Времени
- Грядущая буря (2009). На русском 2023 г. Издательство "Азбука"
- Башни Полуночи (2010). На русском 2024 г. Издательство "Азбука"
- Память Света (2013)[8]. На русском 2024 г. Издательство "Азбука"
  - Река душ (2013). Рассказ. На русском языке не выходил, но существует любительский перевод.
  - Fire within the Ways (2018). Ранее исключённый отрывок из «Памяти Света», переработанный в отдельный рассказ. Не входит в канон, так как действия персонажей не проходили по внутренней хронологии Колеса Времени (по сути, если бы этот отрывок остался, персонажи были бы в двух местах одновременно). На русском языке не выходил, но существует любительский перевод.

### Другие произведения
- Infinity Blade: Awakening (2011) — новелизация одноимённой игры. На русском языке не выходила.
- Идеальный Штат (2015) — повесть в жанре фантастики. Сетевая публикация.
- Dark One[англ.] (с 2021) — графическая новелла, в процессе также написание книги, так и сценария к одноимённому сериалу. Young adult. Юноша узнает, что существует волшебный мир, в котором он знаменит, так как является избранным… стать повелителем тьмы. Позиционируется Сандерсоном как «Гарри Поттер от лица Волан-де-Морта».

## Награды
- Премия имени Дэвида Геммела 2011 года в области фэнтези: роман «The Way of Kings» (Путь королей)[9]
- Премия имени Дэвида Геммела 2015 года в области фэнтези: роман «The Words of Radiance» (Слова Сияния)[3]
- Премия «Хьюго» за лучшую повесть 2013 года: «The Emperor’s Soul» (Душа императора)[10]

## Интервью
- SFFWorld (англ.)
- iscifi.tv (англ.)
- Interview with Brandon for SciFi.bg in english (англ.)